# Handball-Gauliga Ostpreußen
Die Handball-Gauliga Ostpreußen (ab 1939: Handball Bereichsklasse Ostpreußen) war eine der obersten deutschen Feldhandball-Ligen in der Zeit des Nationalsozialismus. Sie bestand von 1933 bis 1945.

## Geschichte
Vorgänger der Handball-Gauliga Ostpreußen war die Baltische Feldhandball-Meisterschaft, welche vom Baltischen Sport-Verband (BSV) ausgetragen wurde und dessen Sieger sich für die von der Deutsche Sportbehörde für Leichtathletik organisierte Deutsche Feldhandballmeisterschaft qualifizierte. Im Zuge der Gleichschaltung wurde der BSV und die anderen regionalen Feldhandball-Verbände in Deutschland wenige Monate nach der Machtübernahme der Nationalsozialisten im Jahre 1933 aufgelöst. An deren Stelle traten anfangs 16 Handball-Gauligen, deren Sieger sich für die nun vom Nationalsozialistischen Reichsbund für Leibesübungen organisierte Deutsche Feldhandballmeisterschaft qualifizierten.
Die ostpreußische Feldhandball-Gauliga startete mit zwei Gruppen zu je sechs teilnehmenden Vereinen und wurde zur Spielzeit 1935/36 auf eine Gruppe mit acht Teilnehmern verkleinert. Ab 1936 spielten zehn Vereine um die Gaumeisterschaft. 1940 wurden die Mannschaften des Regierungsbezirks Marienwerder (bis 1939 Reg.bez. Westpreußen) und Danzigs der neu geschaffenen Handball-Gauliga Danzig-Westpreußen zugeordnet. Insgesamt fünf Vereine konnten sich mindestens einmal den Gaumeistertitel sichern. Bis zum Kriegsbeginn machten der VfL Königsberg und der WSV Hindenburg Bischofsburg die Meisterschaften überwiegend unter sich aus. Ab Kriegsbeginn nahmen ähnlich wie in der Handball-Gauliga Pommern zahlreiche Luftwaffensportvereine teil, wobei dem LSV Heiligenbeil der Gewinn einer Gaumeisterschaft gelang. Der VfL Königsberg war jedoch auch während des Zweiten Weltkrieges spielstark und kam noch zweimal zu Meisterschaftsehren. Bei den Deutschen Feldhandballmeisterschaften schieden die ostpreußischen Vertreter jedoch regelmäßig chancenlos in den ersten Runden aus.
Spätestens mit der Kapitulation Deutschlands und dem Gebietsverlust Ostpreußens wurden sämtliche Sportvereine in Ostpreußen aufgelöst.

## Meister der Handball-Gauliga Ostpreußen 1934–1944
| Saison  | Meister Gauliga Ostpreußen    | Abschneiden deutsche Meisterschaft | Deutscher Meister     |
| ------- | ----------------------------- | ---------------------------------- | --------------------- |
| 1933/34 | TV Neufahrwasser              | Vorrunde                           | Polizei SV Darmstadt  |
| 1934/35 | WSV Hindenburg Bischofsburg   | Gruppendritter Gruppe 1            | Polizei SV Magdeburg  |
| 1935/36 | WSV Hindenburg Bischofsburg   | Gruppenvierter Gruppe 1            | MSV Hindenburg Minden |
| 1936/37 | VfL Königsberg                | Gruppendritter Gruppe 1            | MTSA Leipzig          |
| 1937/38 | VfL Königsberg                | Gruppenvierter Gruppe 1            | MTSA Leipzig          |
| 1938/39 | WSV Hindenburg Bischofsburg   | Gruppenvierter Gruppe 1            | MTSA Leipzig          |
| 1939/40 | VfL Königsberg                | Vorrunde                           | Lintforter SpV        |
| 1940/41 | VfL Königsberg                | Vorrunde                           | SV Polizei Hamburg    |
| 1941/42 | LSV Heiligenbeil              | Vorrunde                           | SG OrPo Magdeburg     |
| 1942/43 | SV Prussia-Samland Königsberg | Ausscheidungsrunde                 | SG OrPo Hamburg       |
| 1943/44 | VfL Königsberg                | 2. Ausscheidungsrunde              | SG OrPo Berlin        |

## Rekordmeister
Rekordmeister der Gauliga Ostpreußen ist der VfL Königsberg, der die Meisterschaft fünf Mal gewinnen konnte.
|  | Verein                        | Titel | Jahr                         |
|  | ----------------------------- | ----- | ---------------------------- |
|  | VfL Königsberg                | 5     | 1937, 1938, 1940, 1941, 1944 |
|  | WSV Hindenburg Bischofsburg   | 3     | 1935, 1936, 1939             |
|  | TV Neufahrwasser              | 1     | 1934                         |
|  | LSV Heiligenbeil              | 1     | 1942                         |
|  | SV Prussia-Samland Königsberg | 1     | 1943                         |

## Tabellen

### 1933/34
| Pl. | Verein                    | Sp. | Tore  | Punkte |
| --- | ------------------------- | --- | ----- | ------ |
| 1.  | MSV Hindenburg Allenstein | 5   | 36:29 | 7–30   |
| 2.  | Polizei SV Königsberg     | 5   | 29:22 | 7–30   |
| 3.  | VfL Königsberg            | 5   | 30:24 | 6–40   |
| 4.  | Königsberger MTV 1842     | 5   | 37:24 | 6–40   |
| 5.  | Yorck Boyen Insterburg    | 5   | 27:31 | 4–60   |
| 6.  | MTV Pillau                | 5   | 13:42 | 0–10   |

| Pl. | Verein                    | Sp. | Tore  | Punkte |
| --- | ------------------------- | --- | ----- | ------ |
| 1.  | TV Neufahrwasser          | 5   | 47:24 | 10–0   |
| 2.  | Polizei SV Elbing         | 3   | 25:26 | 04–2   |
| 3.  | MSV Hindenburg Ortelsburg | 4   | 19:19 | 04–4   |
| 4.  | BuEV Danzig               | 5   | 45:40 | 04–6   |
| 5.  | Polizei SV Marienburg     | 5   | 26:46 | 02–8   |
| 6.  | SV Schupo Danzig          | 4   | 20:27 | 02–6   |

| Legende |                      |
|         | Qualifikation Finale |
|         | Absteiger            |

Finale
| Datum         |                  | Ergebnis |                           |
| ------------- | ---------------- | -------- | ------------------------- |
| 13. März 1934 | TV Neufahrwasser | 6:5      | MSV Hindenburg Allenstein |

### 1934/35
| Pl. | Verein                      | Sp. | Tore | Punkte |
| --- | --------------------------- | --- | ---- | ------ |
| 1.  | WSV Hindenburg Bischofsburg | 8   | ?    | ?      |
| 2.  | Polizei SV Königsberg       | 8   | ?    | ?      |
| 3.  | Hindenburg Ortelsburg       | 8   | ?    | ?      |
| 4.  | ?                           | 8   | ?    | ?      |

| Pl. | Verein           | Sp. | Tore | Punkte |
| --- | ---------------- | --- | ---- | ------ |
| 1.  | TV Neufahrwasser | 8   | ?    | ?      |
| 2.  | ?                | 8   | ?    | ?      |
| 3.  | ?                | 8   | ?    | ?      |
| 4.  | ?                | 8   | ?    | ?      |

Es ist nur das Finalspiel der beiden Staffelsieger überliefert.
| Datum         |                             | Ergebnis |                  |
| ------------- | --------------------------- | -------- | ---------------- |
| 31. März 1935 | WSV Hindenburg Bischofsburg | 7:3      | TV Neufahrwasser |

### 1935/36
| Pl. | Verein                          | Sp.           | Tore          | Punkte        |
| --- | ------------------------------- | ------------- | ------------- | ------------- |
| 1.  | WSV Hindenburg Bischofsburg (M) | 10            | 069:52        | 16–40         |
| 2.  | Königsberger MTV 1842           | 10            | 105:89        | 13–70         |
| 3.  | MSV Hochmeister Marienburg      | 10            | 096:88        | 11–90         |
| 4.  | VfL Königsberg                  | 10            | 070:71        | 10–10         |
| 5.  | TV Neufahrwasser                | 10            | 069:80        | 08–12         |
| 6.  | MSV Hindenburg Lötzen (N)       | 10            | 064:93        | 02–18         |
| 7.  | Polizei SV Danzig               | zurückgezogen | zurückgezogen | zurückgezogen |
| 8.  | WSV von Grolman Osterode        | zurückgezogen | zurückgezogen | zurückgezogen |

| Legende |                                                           |
|         | Qualifikation Deutsche Feldhandball-Meisterschaft 1935/36 |
|         | Absteiger                                                 |
| (M)     | Titelverteidiger                                          |
| (N)     | Aufsteiger                                                |

### 1936/37
Eine Abschlusstabelle ist nicht überliefert, folgende Mannschaften nahmen teil:
- Gaumeister:
  - VfL Königsberg (M)
- Weitere Teilnehmer:
  - Königsberger MTV 1842 (2.)
  - WSV Hindenburg Bischofsburg
  - MSV Gumbinnen (N)
  - TC Königsberg (N)
  - MSV Hochmeister Marienburg
- Absteiger (zwei von vier diese Spielzeit, die anderen beiden 1937/38, nicht genau überliefert):
  - SV Hindenburg Allenstein (N)
  - SSV Heilsberg (N)
  - MSV Hindenburg Lötzen
  - TV Neufahrwasser

### 1937/38
Eine Abschlusstabelle ist nicht überliefert, folgende Mannschaften nahmen teil:
- Gaumeister:
  - VfL Königsberg (M)
- Weitere Teilnehmer:
  - WSV Hindenburg Bischofsburg
  - MSV Gumbinnen
  - Königsberger MTV 1842
  - TC Königsberg
  - MSV Hochmeister Marienburg
  - LSV Luftnachrichten Königsberg (N)
  - MSV Hindenburg Ortelsburg (N)
- Absteiger (zwei von vier diese Spielzeit, die anderen beiden bereits 1936/37, nicht genau überliefert):
  - SV Hindenburg Allenstein
  - SSV Heilsberg
  - MSV Hindenburg Lötzen
  - TV Neufahrwasser

### 1938/39
| Pl. | Verein                           | Sp. | Tore    | Punkte |
| --- | -------------------------------- | --- | ------- | ------ |
| 1.  | WSV Hindenburg Bischofsburg a    | 18  | 114:820 | 29–70  |
| 2.  | WSV Hochmeister Marienburg a     | 18  | 172:138 | 28–80  |
| 3.  | MSV Graf Roon Gumbinnen a        | 18  | 168:109 | 25–11  |
| 4.  | WSV Hindenburg Ortelsburg a      | 18  | 125:105 | 20–16  |
| 5.  | LSV Luftnachrichten Königsberg a | 18  | 160:150 | 18–18  |
| 6.  | VfL Königsberg (M)               | 18  | 119:127 | 15–21  |
| 7.  | Königsberger MTV 1842            | 18  | 137:159 | 14–22  |
| 8.  | Königsberger TC                  | 18  | 114:125 | 12–24  |
| 9.  | VfK Königsberg (N)               | 18  | 136:192 | 10–26  |
| 10. | Yorck Boyen Insterburg (N)       | 18  | 142:200 | 09–27  |

| Legende |                                                           |
|         | Qualifikation Deutsche Feldhandball-Meisterschaft 1938/39 |
|         | Absteiger                                                 |
| (M)     | Titelverteidiger                                          |
| (N)     | Aufsteiger                                                |

### 1939/40
| Pl. | Verein                            | Sp. | Tore  | Punkte |
| --- | --------------------------------- | --- | ----- | ------ |
| 1.  | VfL Königsberg                    | 5   | 60:25 | 10–0   |
| 2.  | LSV Weimar in Heiligenbeil (N)(G) | 5   | 43:33 | 08–2   |
| 3.  | Königsberger MTV 1842             | 5   | 44:56 | 04–6   |
| 4.  | Polizei SV Königsberg (N)         | 5   | 62:75 | 04–6   |
| 5.  | VfK Königsberg                    | 5   | 38:47 | 02–8   |
| 6.  | Königsberger TC                   | 5   | 50:61 | 02–8   |

| Legende |                                                           |
|         | Qualifikation Deutsche Feldhandball-Meisterschaft 1939/40 |
| (M)     | Titelverteidiger                                          |
| (N)     | Aufsteiger                                                |
| (G)     | Gaststarter                                               |

### 1940/41–1943/44
Abschlusstabellen der einzelnen Gauligaspielzeiten sind derzeit nicht überliefert.

## Frauen
Ähnlich wie bei den Männern erfolgte auch im Frauen-Feldhandball die Organisation des Spielbetriebs ab 1933 in den Gauligen. Abschlusstabellen aus den einzelnen Spielzeiten sind nicht überliefert.

### Frauen-Meister der Handball-Gauliga Ostpreußen 1934–1943
| Saison  | Meister Gauliga Ostpreußen (Frauen) | Abschneiden deutsche Meisterschaft | Deutscher Meister (Frauen)   |
| ------- | ----------------------------------- | ---------------------------------- | ---------------------------- |
| 1933/34 | TV Ohra                             | Ausscheidungsrunde                 | Eimsbütteler TV              |
| 1934/35 | SV Prussia-Samland Königsberg       | Zwischenrunde                      | Eimsbütteler TV              |
| 1935/36 | SpVgg ASCO Königsberg               | Ausscheidungsrunde                 | SC Charlottenburg            |
| 1936/37 | SpVgg ASCO Königsberg               | Zwischenrunde                      | Eimsbütteler TV              |
| 1937/38 | SpVgg ASCO Königsberg               | Zwischenrunde                      | Turngemeinde in Berlin       |
| 1938/39 | SpVgg ASCO Königsberg               | Vorrunde                           | VfR Mannheim                 |
| 1939/40 | n. b.                               | keine deutsche Meisterschaft       | keine deutsche Meisterschaft |
| 1940/41 | Königsberger TC                     | Vorrunde                           | VfR Mannheim                 |
| 1941/42 | SpVgg ASCO Königsberg               | Vorrunde                           | Stahl-Union 04 Düsseldorf    |
| 1942/43 | SpVgg ASCO Königsberg               | Dritter                            | Eintracht Frankfurt          |

### Rekordmeister Frauen
Rekordmeister der Gauliga Ostpreußen bei den Frauen ist die SpVgg ASCO Königsberg, die die Meisterschaft sechsmal gewinnen konnte.
|  | Verein                        | Titel | Jahr                               |
|  | ----------------------------- | ----- | ---------------------------------- |
|  | SpVgg ASCO Königsberg         | 6     | 1936, 1937, 1938, 1939, 1942, 1943 |
|  | TV Ohra                       | 1     | 1934                               |
|  | SV Prussia-Samland Königsberg | 1     | 1935                               |
|  | Königsberger TC               | 1     | 1941                               |